# Aeschynanthus torricellensis
Aeschynanthus torricellensis är en tvåhjärtbladig växtart som beskrevs av Rudolf Schlechter. Aeschynanthus torricellensis ingår i släktet Aeschynanthus och familjen Gesneriaceae. Inga underarter finns listade i Catalogue of Life.